# La Barillette
La Barillette est un sommet du Jura vaudois en Suisse culminant à 1 528 mètres d'altitude dans le massif de la Dôle.

## Géographie

### Accès
Des chemins goudronnés partent des villages de Gingins, Chéserex et La Rippe. Ils se rejoignent sur le flanc sud-est de la Barillette et un chemin atteint le sommet. L'hiver, ces chemins sont fermés à cause de la neige.

## Activités

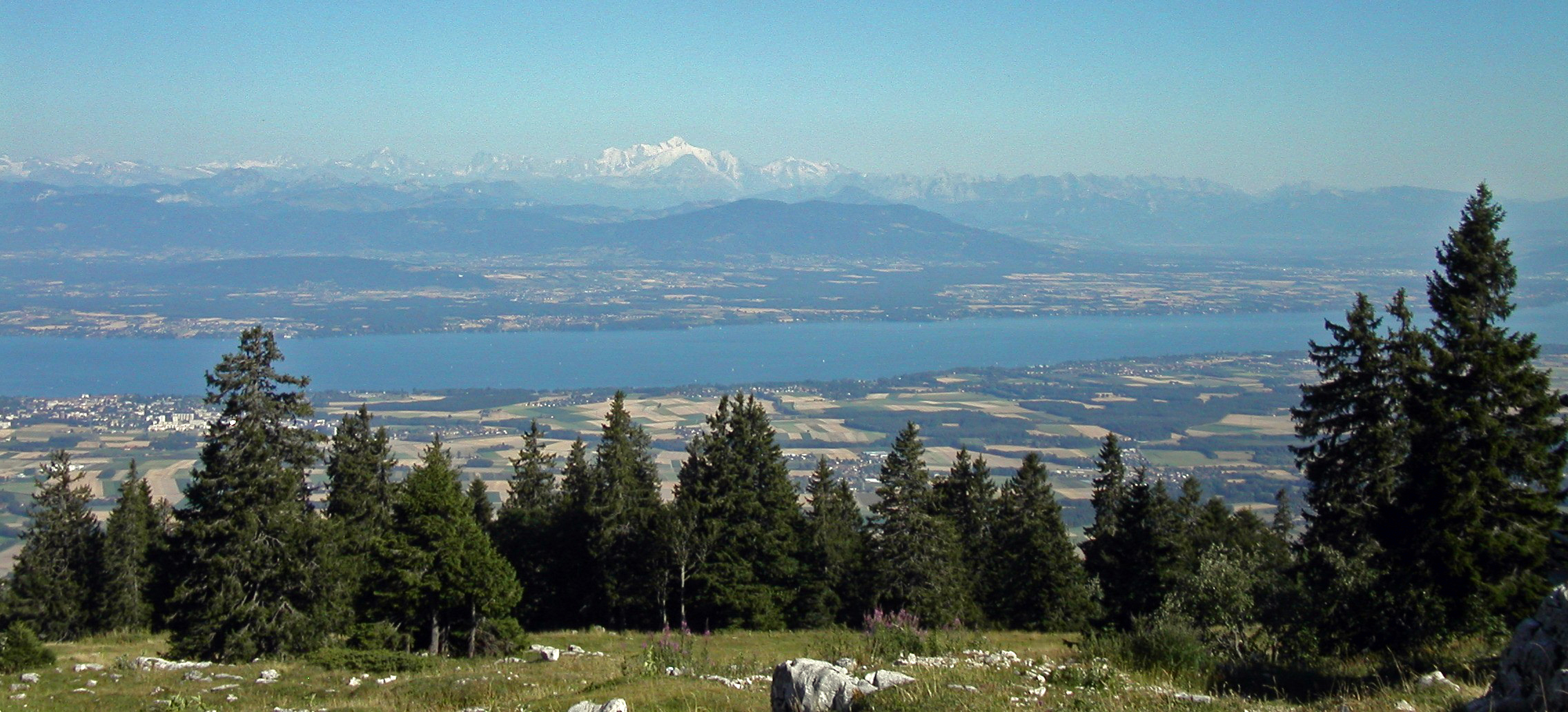
Vue sur le lac Léman, la Haute-Savoie et le mont Blanc.

### Ski alpin
De 1947 à 1989, un télésiège monoplace reliait L'Archette, dans les hauts de Saint-Cergue, à La Barillette, desservant une piste de ski alpin. L'installation avait été conçue pour fonctionner en télésiège l'été, et en téléski l'hiver. Elle a toutefois été rapidement convertie en télésiège permanent. Un petit domaine débutant avec luge d'été a aussi existé au sommet du télésiège.

### Course VTT de la Barillette
La course de vélo tout-terrain relie le village de Chéserex à l'antenne de la Barillette par les sentiers forestiers (soit plus de 1 000 m de dénivellation voire 1 500 m pour le plus grand parcours). Le comité d'organisation est composé de membres bénévoles de la Société de gymnastique de Gingins-Chéserex qui est à l'origine de la course. La première édition de la course moutain-bike de la Barillette a été organisée en 1995 à l'occasion du 50e anniversaire de ladite société. Le succès fut tel qu'il fut décidé de poursuivre l'événement. Elle fait aujourd'hui partie de la Garmin Bike Cup (équivalent VTT du Tour de Romandie, en 9 étapes) et du Nyon Region Trophy (programme sportif qui a pour objectif d'encourager la pratique d'une activité sportive, pour son bien-être et à tout âge, et de promouvoir les manifestations sportives organisées sur le district de Nyon).

### Radiodiffusion

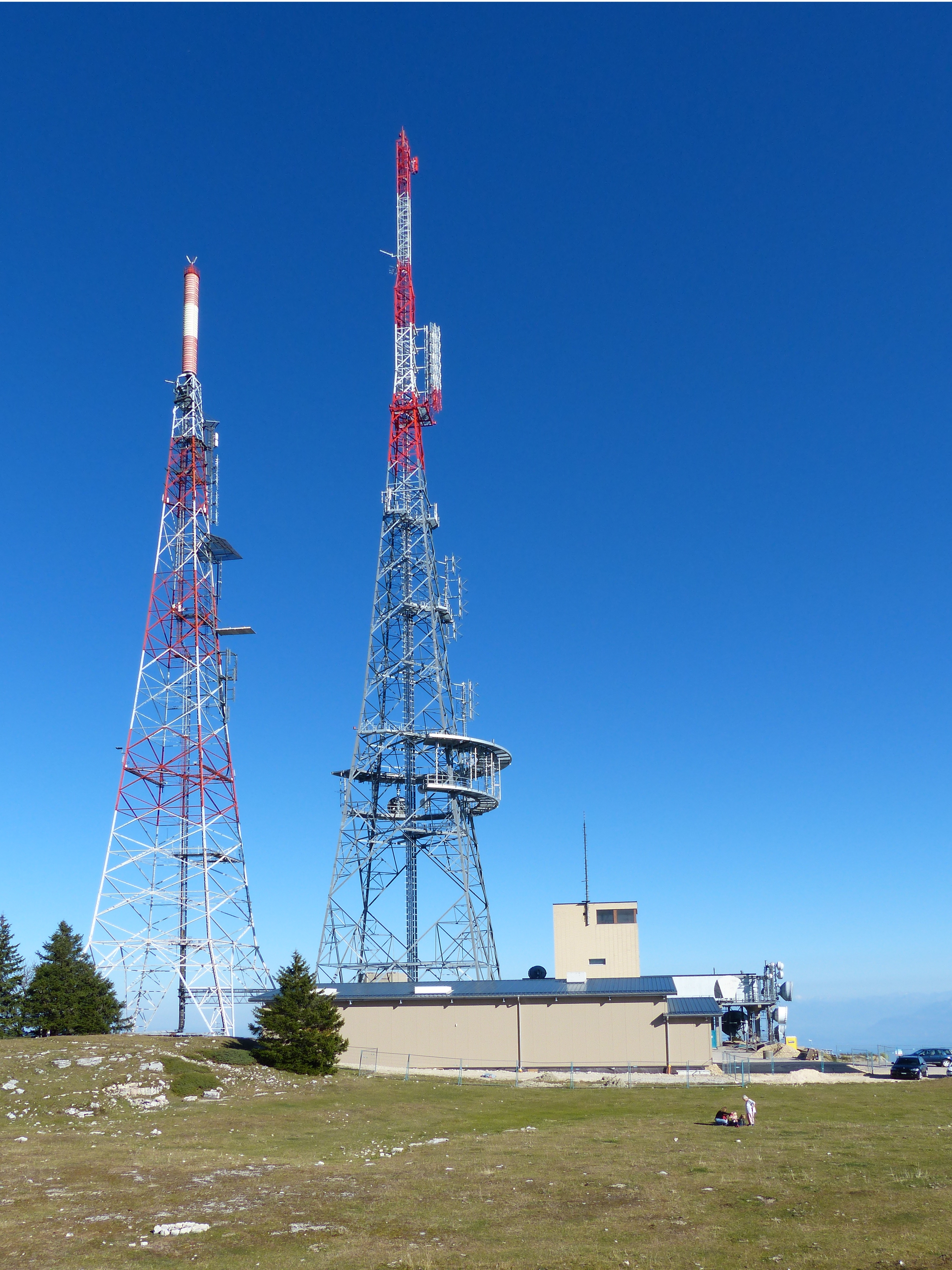
En 2017, une antenne de remplacement a été construite (à droite). L'ancienne antenne, datant de 1958 et mesurant 125 mètres de haut pour une masse de quelque 97 tonnes, a été dynamitée le 2 mai 2018.

La Barillette accueille le principal émetteur de télévision et FM de SRG SSR desservant le sud-ouest de la Suisse et les zones frontalières françaises.
| canal           | chaîne |
| --------------- | --- |
| 04 H PAL B      | TSR 1 inactif depuis le 25 juin 2007 à 14 H 00 non réutilisé en télévision                                                                                  |
| 69 H PAL G      | TSR 2 inactif depuis le 25 juin 2007 à 14 H 00 actuellement sans affectation, ne sera plus réutilisé pour la télévision à cause de l'implantation de la 4G) |
| 34 V DVB-T TNT  | RTS Un et RTS Deux, SF1 et TSI 1 (16 Qam) arrêté en juin 2019                                                                                               |
| 36 V DVB-H      | multiplexe Swisscom offre cryptée payante, réservée à la Suisse, arrêtée définitivement en 2009                                                             |
| 34 V DVB-T2 TNT | Programmes en HD : RTS1, RTS2, LFM TV, Léman Bleu, Rouge TV et One FM TV (64 QAM) démarrage juin 2020                                                       |

#### Réception TV

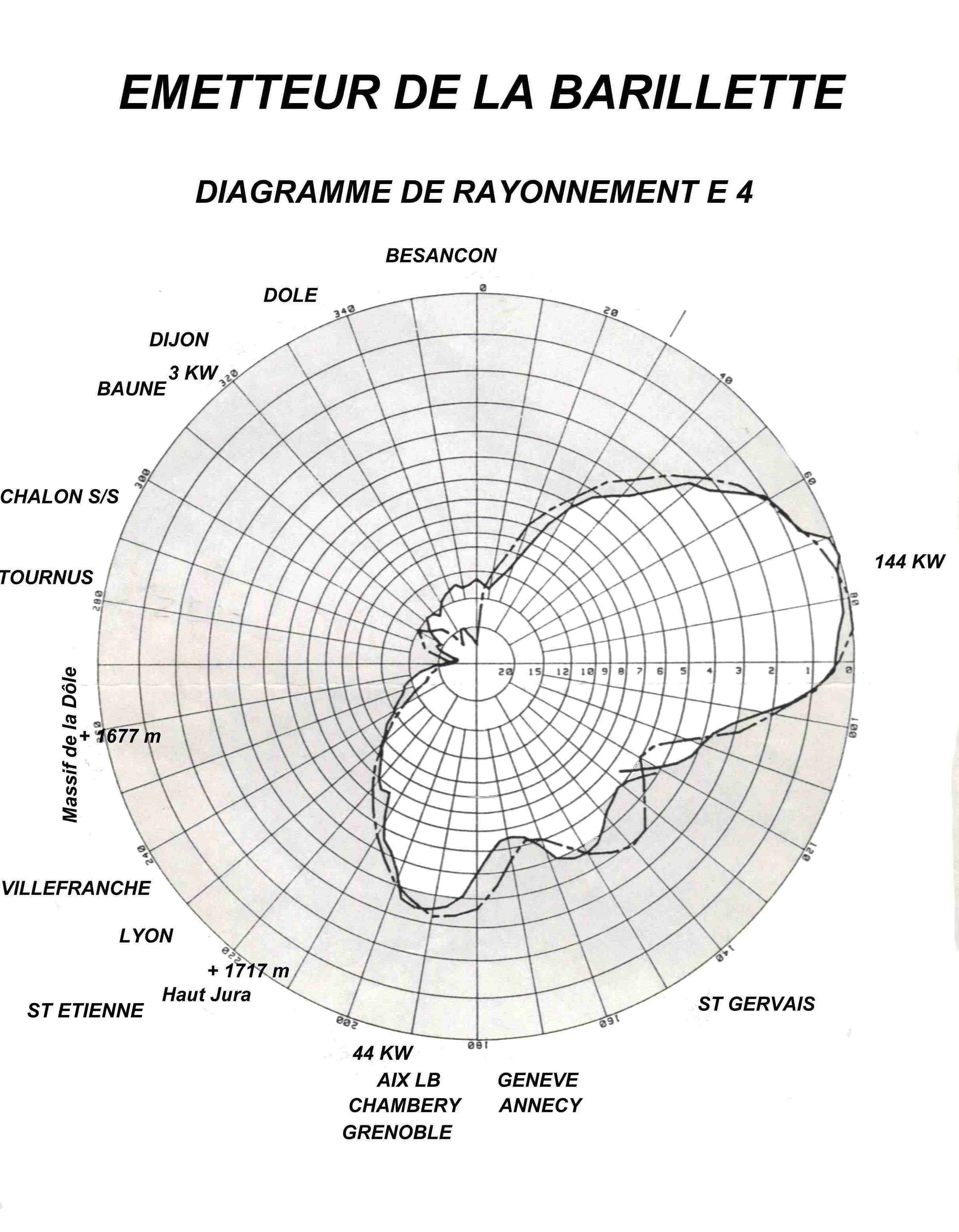
Diagramme antenne émission, indicatif.

La diffusion de la TV (DVB-T) a été totalement supprimée le 3 juin 2019. La remise en service de la TNT, diffusant la RTS1, RTS2, LFM TV, Léman Bleu, Rouge TV et One FM TV en haute définition a débuté mi-juin 2020 sur le canal 34 Vertical (578 MHz) au standard DVB-T2, en SFN avec l'émetteur du Salève-téléphérique, afin de desservir la région frontalière (Suisse/France) du Grand Genève.

#### Radiodiffusion sonore analogique FM
- 91,2 Mhz RSR La Première P.A.R. 20 kW polarisation H
- 100,1 Mhz RSR Espace 2 P.A.R. 20 kW polarisation H
- 105,6 Mhz RSR Couleur 3 P.A.R. 20 kW polarisation H
- Durant la première moitié de la décennie 2020, la diffusion radio analogique sera supprimée.

#### Radiodiffusion sonore numérique
- DAB : Canal 12A

Détails de l'offre DAB en Suisse

#### Radioamateur
Diverses installations du service radioamateur sont situées à la Barillette, telles que digipeater pour le packet radio et relais de télévision amateur. Non loin de là, à la pointe de Poêle Chaud, se trouve également le relais HB9G.

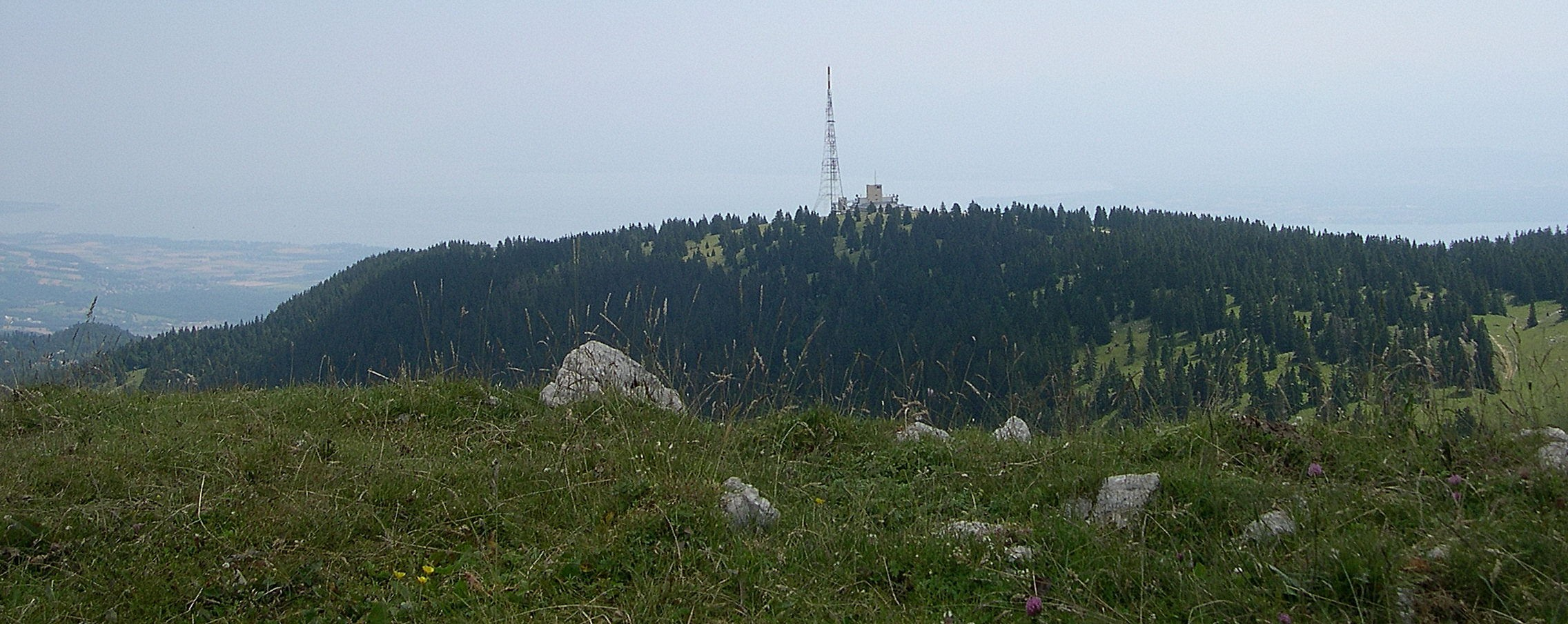
Vue de l'ancien centre de radiodiffusion depuis la pointe de Poêle Chaud.